# Panamá Viejo
Ne doit pas être confondu avec Panama (ville) ou Casco Viejo.
Panamá Viejo (ou Panamá la Vieja) est la partie restante de la vieille ville de Panama, la capitale du pays. 
Située dans les faubourgs de la ville moderne, conjointement avec le district historique de Panama, il forme un site inscrit au patrimoine mondial de l'UNESCO depuis 1997.

## Histoire
Fondée le 15 août 1519 par le conquistador Pedro Arias Dávila, avec 100 habitants, la ville est le premier établissement européen sur la côté Pacifique. Le village de pêcheurs devient rapidement une tête de pont pour l'exploration et la conquête de la région du Pérou et d'un point de transit pour l'or et l'argent à destination de l'Espagne. Deux ans plus tard, en 1521, la ville acquiert le titre de « Ciudad Real » (cité royale) et un blason par arrêté royal de Charles Quint.
Après le tremblement de terre de 1621, la prospérité de Panama devient l'objet de nombreuses convoitises des pirates. En 1671, le pirate gallois Henry Morgan avec ses 1 200 hommes attaquent la ville et la saccagent complètement. Après ce pillage et l'incendie qui suivit, les Espagnols décident de déplacer la ville dans une région mieux protégée et plus saine qui deviendra l'actuelle ville de Panama.

## Lieux à visiter
Parmi les lieux à découvrir, le plus remarquable est la tour de la cathédrale, d'une hauteur de 30 m, située en face de la Plaza Mayor, construite entre 1619 et 1626.
Les monuments religieux dont il subsiste des vestiges sont  le couvent de Santo Domingo, le couvent de la compagnie de Jésus et le couvent des sœurs de la Conception, le mieux préservé.
S'y trouvent également les restes de deux ponts (el Puente del Rey et el Puente del Matadero) et d’un ancien fort (el Fuerte de la Natividad).

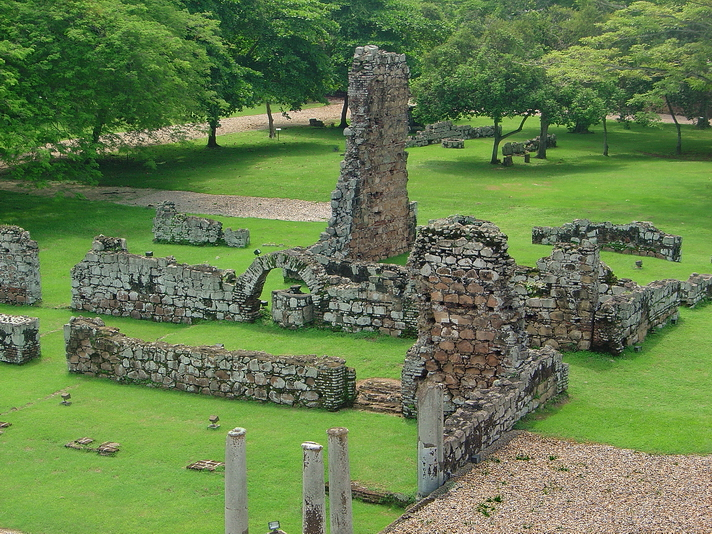
Parc archéologique de la vieille ville de Panama
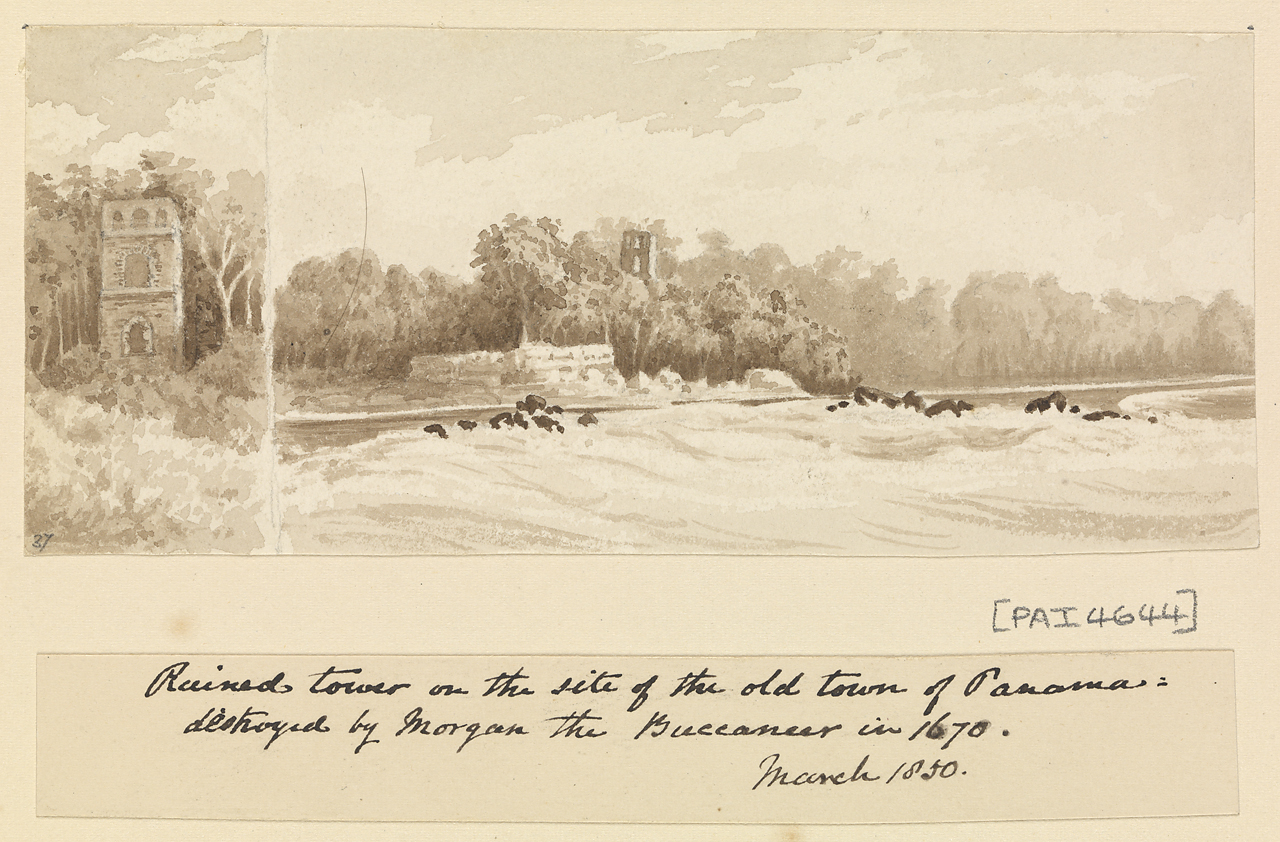
Tour en ruine sur le site de Panamá Viejo, détruite lors de la bataille de Mata Asnillos par le boucanier Henry Morgan en 1671 (mars 1850).
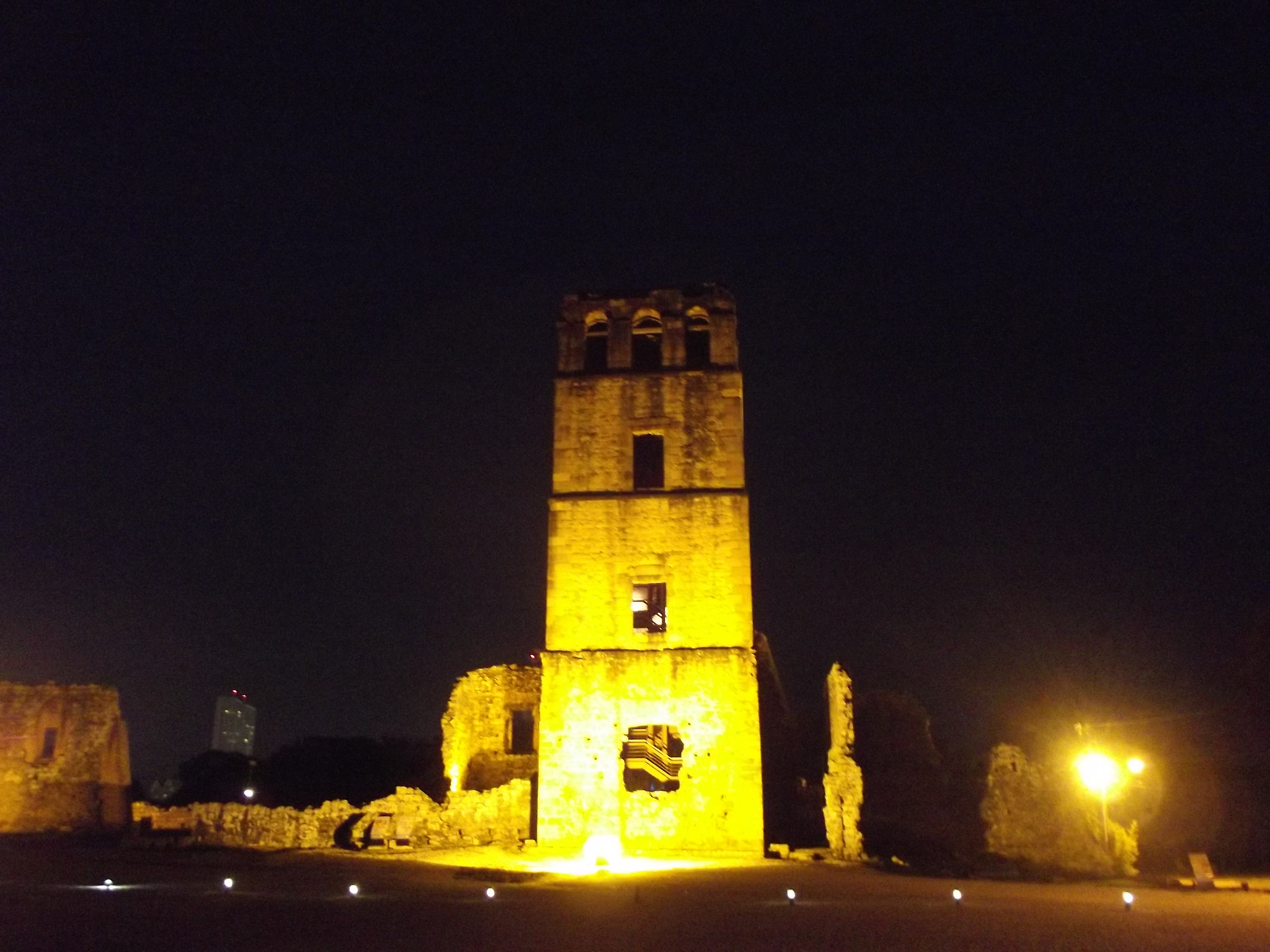
Tour de la cathédrale

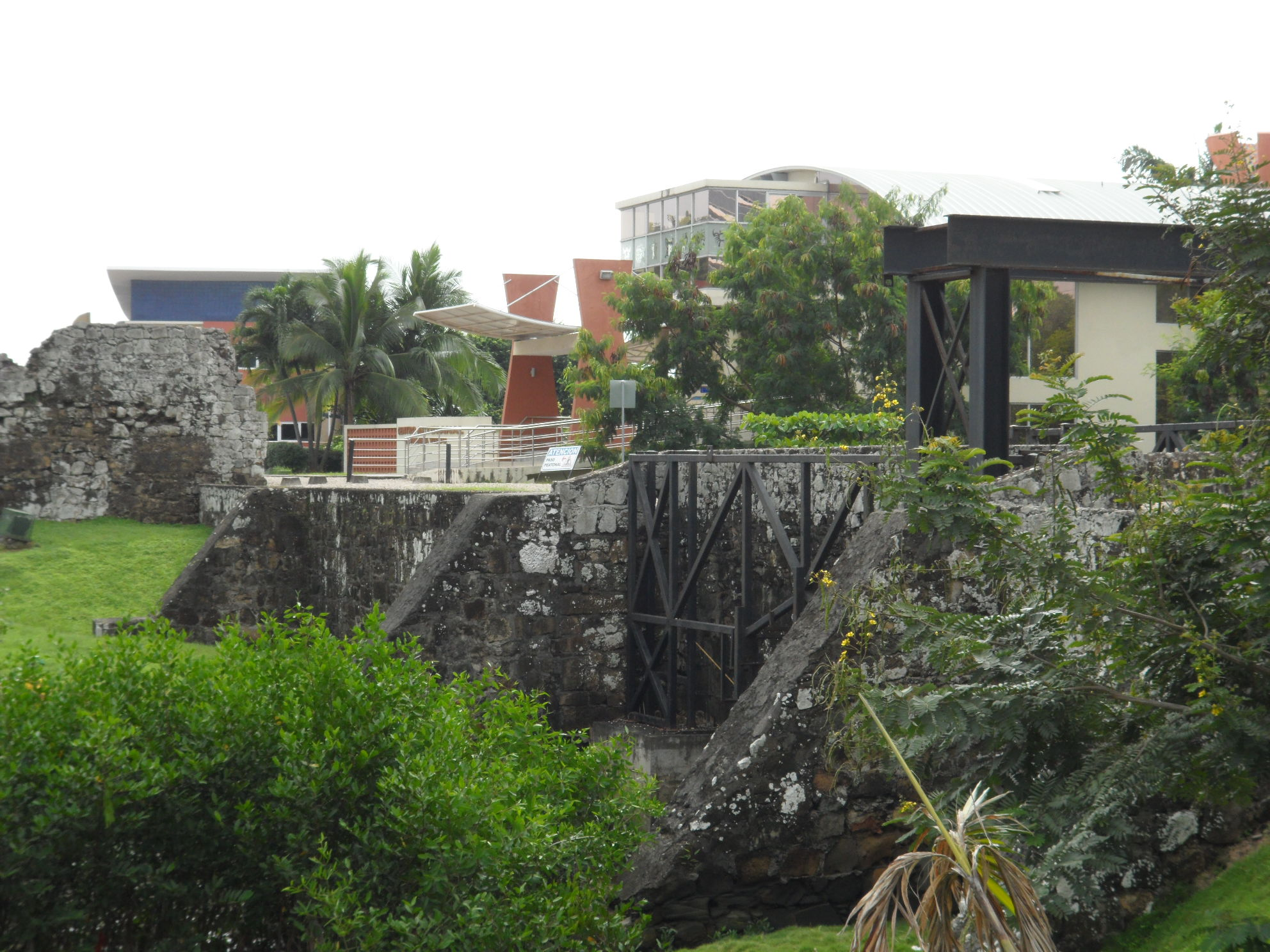
Puente del Matadero
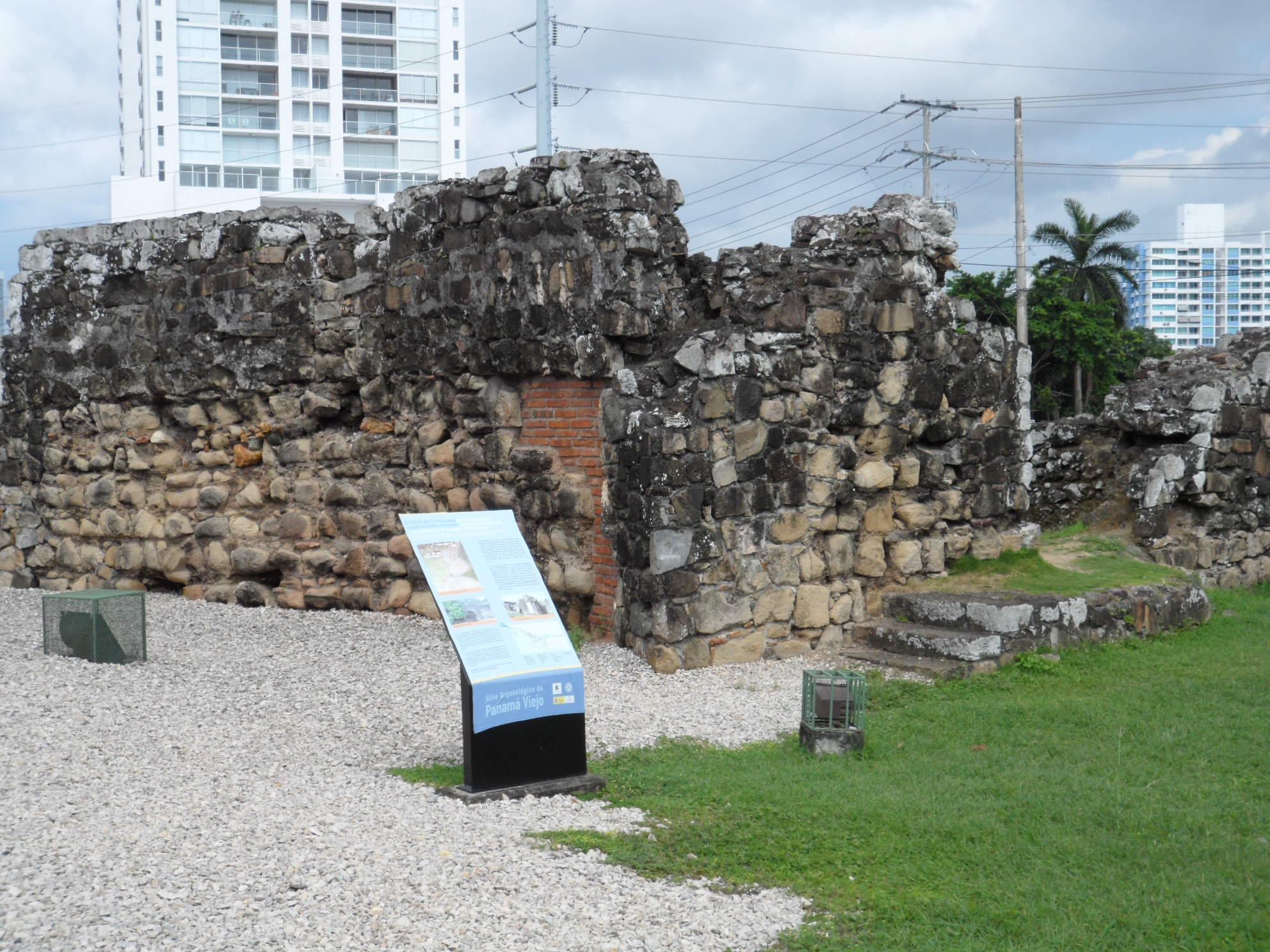
Fortín de la Natividad
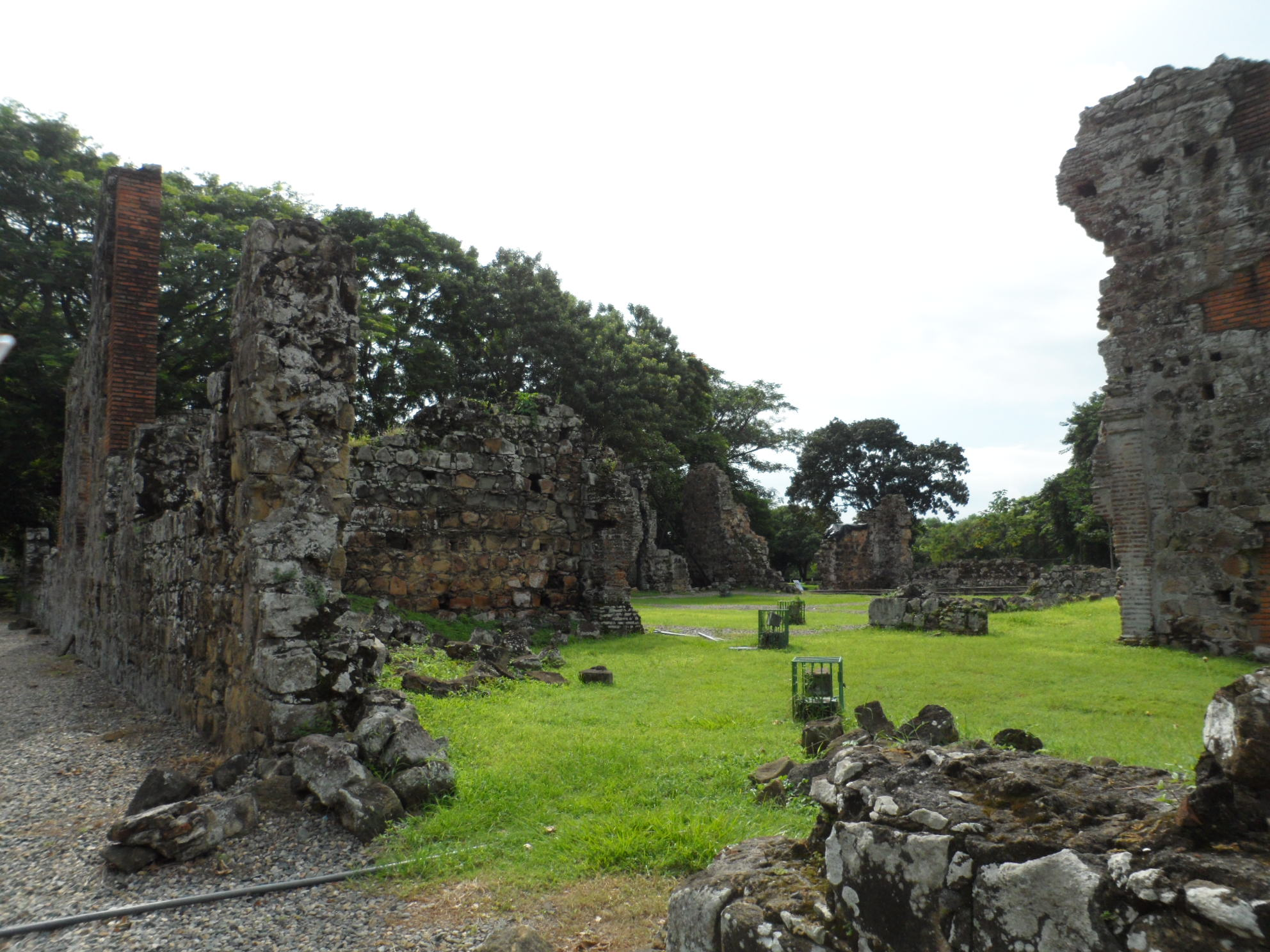
Iglesia y Convento de la Companía de Jesús
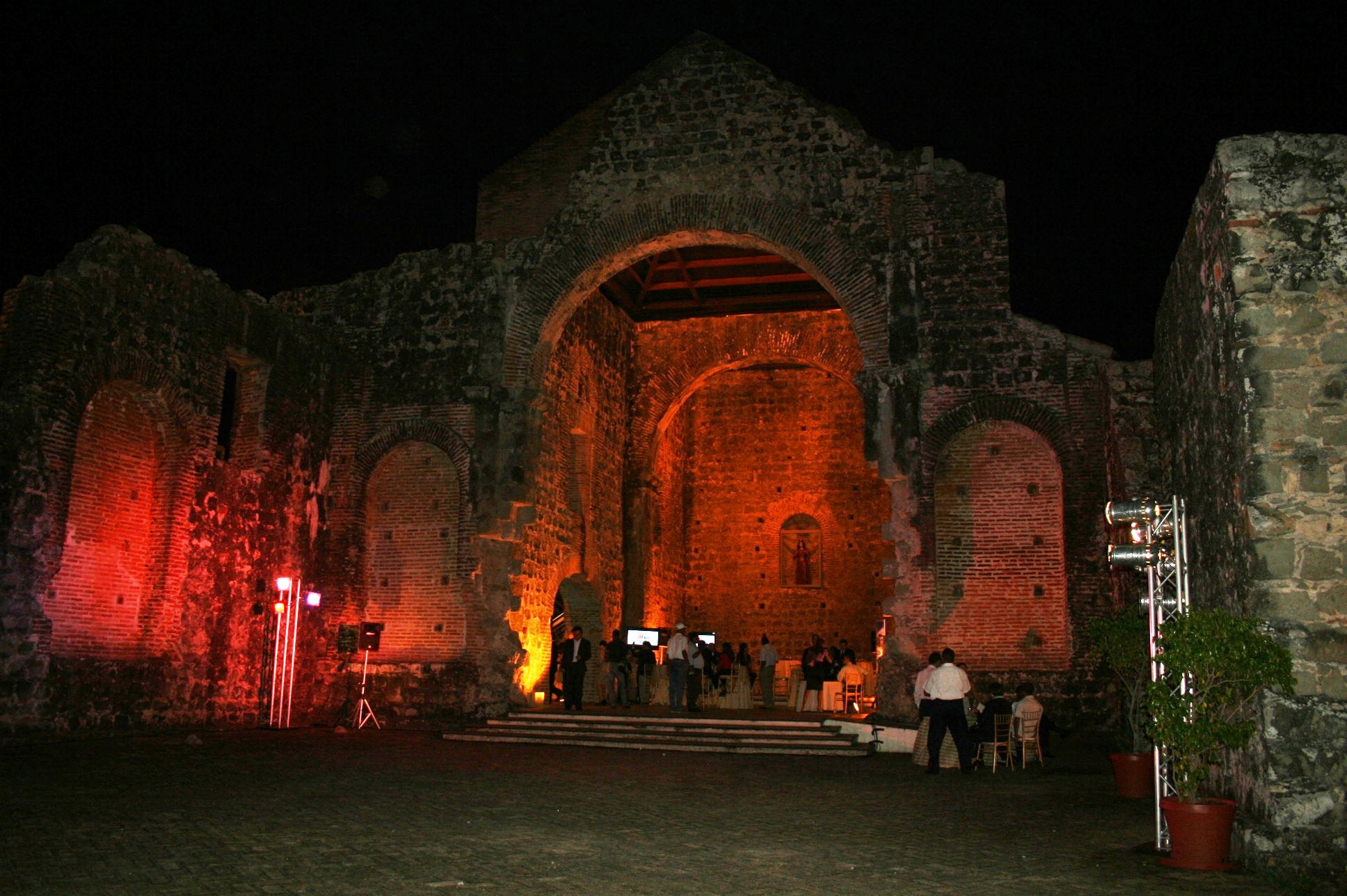
Iglesia y Convento de las Monjas de la Concepción
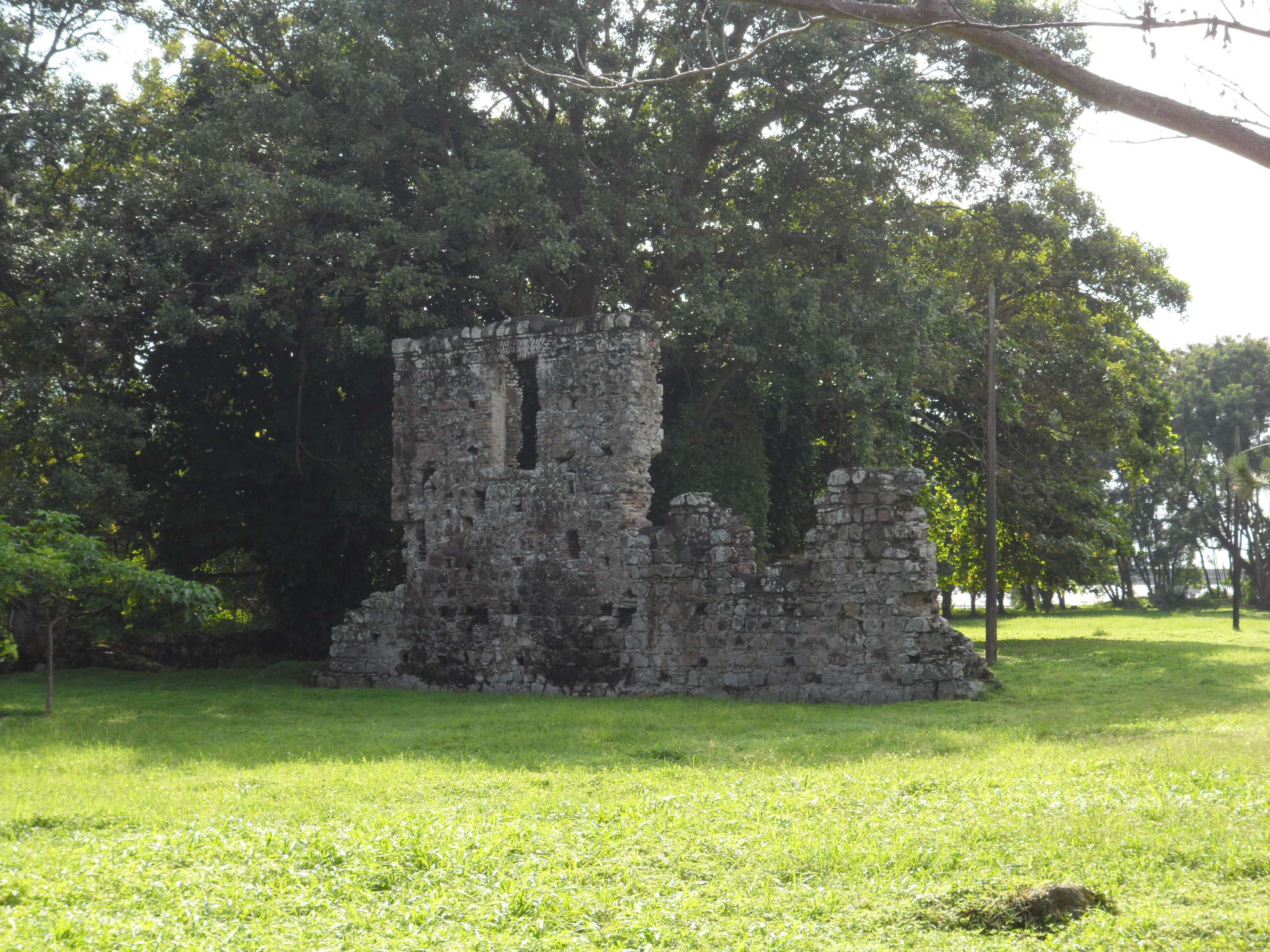
Casa de los Genoveses